# Maropati
Maropati község (comune) Calabria régiójában, Reggio Calabria megyében.

## Fekvése
A megye északnyugati részén fekszik. Határai: Anoia, Feroleto della Chiesa, Galatro és Giffone.

## Története
A 16. században alapították. Az 1600-as években albán menekültek telepedtek le benne. Korabeli épületeinek nagy része az 1783-as calabriai földrengésben elpusztult. A 19. században nyerte el önállóságát, amikor a Nápolyi Királyságban felszámolták a feudalizmust.

## Népessége
A népesség számának alakulása:

## Főbb látnivalói
- Santa Lucia-templom
- Santa Ategone-templom
- San Giorgio-templom